# 花冠螺
花冠螺（学名：Bathyliotina armata），是原始腹足目缪梯螺科Bathyliotina属的一种。主要分布于台湾，常栖息在浅海沙底。